# Mei-chan no shitsuji
Mei-chan no shitsuji (メイちゃんの執事? lett. "Il maggiordomo di Mei-chan") è un dorama stagionale invernale in 10 puntate di Fuji TV andato in onda nel 2009; si tratta dell'adattamento live action del manga Mei-chan's Butler, scritto ed illustrato da Riko Miyagi. La trama della serie TV segue essenzialmente quella della storia originale, anche se se ne discosta in più punti (riguardanti l'origine della protagonista ed il suo rapporto con Rihito e le altre compagne) più o meno ampiamente.

## Trama
La vicenda è incentrata attorno alla figura della giovane Mei: dopo la morte accidentale dei suoi genitori ecco apparire improvvisamente di fronte a lei Rihito, un ragazzo che afferma esser stato nominato da misteriose persone che stanno "in alto" suo maggiordomo personale. Dopo averle salvato la vita da quello che sembra esser stato a tutti gli effetti un attentato alla sua incolumità fisica, la sua vita quotidiana viene completamente stravolta.
Verrà poi subito a conoscenza del fatto d'esser in realtà una delle maggiori eredi degli Hongo, famiglia importantissima ai vertici della società con una fortuna stimata in milioni e milioni. A seguito di questa per lei sconvolgente rivelazione si trova costretta a trasferirsi all'Accademia di Santa Lucia, una scuola privata per giovani fanciulle d'alto rango destinate a diventare "grandi dame".
In questa elitaria quanto eccentrica istituzione ogni studentessa si trova ad aver un suo privato ed affezionatissimo maggiordomo, col colpito di aiutarla e seguirla servizievolmente ovunque essa vada. Successivamente a questo avvenimento il caro amico d'infanzia di Mei, Kento (segretamente innamorato di lei), sceglie anche lui di offrirsi come cameriere/maggiordomo in prova alla stessa accademia. Questo per poter starle sempre accanto e "proteggerla" da eventuali pericoli e dall'invidia nascente delle altre compagne, le quali sembrano mal sopportare la venuta di questa "nuova tizia" estranea fino al giorno prima al loro mondo incantato in mezzo al lusso.

## Personaggi ed interpreti
- Nana Eikura - Shinonome Mei
- Hiro Mizushima - Shibata Rihito
- Mitsuki Tanimura - Yamada Tami
- Shinnosuke Abe - Kanda, maggiordomo di Tami
- Aya Ōmasa Kayama Rika
- Takeru Satō - Shibata Kento, fratello minore di Rihito e allievo maggiordomo alle dipendenze di Aoyama
- Akihiro Mayama - Aoyama, maggiordomo di Rika
- Aoi Nakabeppu - Natsume Fujiko
- Nobuo Kyō Nezu, maggiordomo di Fujiko
- Shiori Kutsuna - Amo Rin
- Tomomi Maruyama - Yotsuya, maggiordomo di Rin
- Riko Yoshida - Mamahara Miruku
- Ryohei Suzuki - Daimon, maggiordomo di Miruku
- Chise Nakamura - Matsushiro Hikaru
- Keisuke Minami - Tsukiji, maggiordomo di Hikaru
- Haruna Kojima - Takenomiya Nao
- Yuki Kimisawa - Nogizaka, maggiordomo di Nao
- Kinako Kobayashi - Umeshima Kyoko
- Keisuke Katō - Roppongi, maggiordomo di Kyoko
- Hikari Kikuzato - Uemura Kaori
- Kenki Yamaguchi - Nakameguro, maggiordomo di Kaori
- Tana Akiyama - Nakano Yuko
- Daishi Shikanai - Okachimachi, maggiordomo di Yuko
- Yū Yamada - Lucia (alias Hongo Shiori)
- Osamu Mukai - Shinobu, maggiordomo privato di Lucia
- Mayuko Iwasa - Ryuonji Izumi
- Jutta Yuki Kiba, maggiordomo di Izumi
- Asami Usuda - Daichi Yuma
- Chiaki Horan - Mizusawa Satomi
- Ayano Yamamoto - Hino Eriko
- Natsumi Ishibashi - Kazama Ai
- Keiko Horiuchi - Sister Rose, direttrice della scuola
- Kosuke Suzuki - Sakuraba, maggiordomo di Rose

### Famiglia Hongo
- Manpei Takagi - Akabane Ukon
- Shinpei Takagi - Akabane Sakon
- Masahiko Tsugawa - Hongo Kintaro, nonno di Mei

### Famiglia Nakamoto
- Nanase Hoshii - Nakamoto Natsumi
- Hiromi Kitagawa - Nakamoto Mifuyu
- Mako Ishino - Nakamoto Akiko
- Tetta Sugimoto - Nakamoto Shunpei

### Altri
- Jun Hashizume - Shutaro (padre di Mei) (ep. 1)
- Yorie Yamashita - Yu (madre di Mei) (ep. 1)
- Kaori Yamaguchi - Ryuonji Miwako (madre di Izumi) (ep. 2-4)
- Yu Kamio - un agente (ep. 5)
- Shigemitsu Ogi - (ep. 10)

## Episodi
1. Good-Looking Butlers Granting the Desires of Women!
2. I'll Risk My Life To Protect You!!
3. I Want to Serve You
4. You Are The One I Need
5. Rihito Hugged Me
6. Kento's Big Confession
7. I'll Be By Your Side
8. A Duel! Rihito vs. Kento
9. Don't Die, Rihito!
10. Last Kiss